# Schlacht um Tua Hai
Schlacht um Tua Hai (1960) – Schlacht um Ap Bac (1963) – Schlacht von Nam Dong (1964) – Tonkin-Zwischenfall (1964) – Operation Flaming Dart (1965) – Operation Rolling Thunder (1965–68) – Schlacht von Dong Xoai (1965) – Schlacht im Ia-Drang-Tal (1965) – Operation Crimp (1966) – Operation Hastings (1966) – Schlacht von Long Tan (1966) – Operation Attleboro (1966) – Operation Cedar Falls (1967) – Schlacht um Hügel 881 (1967) – Schlacht bei Dak To (1967) – Schlacht um Khe Sanh (1968) – Tet-Offensive (1968) – Schlacht um Huế (1968) – Operation Speedy Express (1968/69) – Operation Dewey Canyon (1969) – Schlacht am Hamburger Hill (1969) – Operation Menu (1969/70) – Operation Lam Son 719 (1971) – Schlacht um FSB Mary Ann (1971) – Schlacht um Quảng Trị (1972) – Operation Linebacker (1972) – Operation Linebacker II (1972) – Schlacht von Xuan Loc (1975) – Operation Frequent Wind (1975)
Die Schlacht um das Fort Tua Hai war die erste nennenswerte Auseinandersetzung des Vietnamkrieges. Die vietnamesischen Rebellen der 1960er Jahre sahen die Schlacht im Allgemeinen als Beginn des Krieges an, als ersten größeren Kampf, typisch für viele andere Kämpfe, die noch kommen sollten. Während der Schlacht gelang es einer Gruppe Guerillas der Provinz Tây Ninh, das Hauptquartier des 32. Regiments der ARVN zu überfallen, zahlreiche gegnerische Soldaten zu töten, große Mengen von Nachschub zu erbeuten und das Lager niederzubrennen. Obwohl sie ein durchaus bedeutendes Ereignis war, ist die Schlacht heutzutage, vor allem außerhalb Vietnams, weitgehend in Vergessenheit geraten. Über die Anzahl der Opfer gibt es widersprüchliche Angaben, die Folgen waren vor allem psychologischer Natur.

## Beginn des Aufstandes

### Vietnam 1959/1960

Lageentwicklung in Indochina von 1957 bis 1960

Zu dem Zeitpunkt der Schlacht war Ngô Đình Diệm bereits seit fast sechs Jahren Führer der Republik Vietnam. Während dieser Zeit kam es in dem Land zu großen Umwälzungen und Unruhen. Am 25. Juni 1954 wurde Diệm von Kaiser Bảo Đại als Premierminister akzeptiert. Nicht einmal ein Jahr später kam es in Sàigòn bereits zu den ersten Kämpfen, als Diệm versuchte, die Macht der drei großen Sekten des Landes einzuschränken. Diệm musste drei Divisionen aufbieten, um deren Widerstand zu brechen. Doch durch die Zerschlagung der Cao Dai, Binh Xuyen und Hoa Hao handelte er sich die Feindschaft der Sektenmitglieder ein, als deren Fürsprecher plötzlich die Kommunisten auftraten.
Nachdem die Macht der Sekten zurückgedrängt war und die meisten Việt Minh nach Nordvietnam geflohen waren, versuchte Diệm die verbliebenen Strukturen der kommunistischen Partei im Süden zu zerschlagen. Im Jahre 1955 lief eine "Denunziationskampagne" an, die Vietnam in Aufruhr versetzen sollte. Zehntausende von Menschen wurden in Gefängnisse und Lager geworfen. Nicht allein Việt Minh waren davon betroffen, sondern auch Sektenführer, Studenten, kritische Journalisten, Mitglieder kleiner Parteien und Gewerkschafter. Eine Verordnung, die Mitte 1956 bekannt gegeben wurde, drohte jedem mit Haft, der dem Staat gefährlich werden konnte. Verwaltungs- und Provinzchefs nutzten die Verordnung, um private Gegner loszuwerden und die Landbevölkerung einzuschüchtern. Im Mai 1959 erließ Diệm das berüchtigte Gesetz 10/59, das die Einrichtung von Militärtribunalen vorsah. Den Angeklagten wurde das Recht auf einen unabhängigen Verteidiger abgesprochen, die einzigen Urteile, die gefällt wurden, waren Todesurteil oder lebenslange Haft. Zwischen 1955 und 1960 soll es etwa 150.000 Inhaftierte und weit mehr als 12.000 Todesopfer gegeben haben.
Auf Druck der Amerikaner wurde eine Bodenreform eingeleitet, doch auch diese führte nicht gerade zu einer Identifizierung der bäuerlichen Bevölkerung mit dem Diệm-Regime. Vielen Bauern wurde das Land abgenommen und an Großgrundbesitzer zurückgegeben. Die Regierung kassierte dadurch insgesamt 650.000 Hektar Land, doch nur 244.000 wurden wieder verteilt. Der Anteil der landbesitzenden Bevölkerung ging dadurch stark zurück. Auch die Verringerung der Pachtabgaben von 50 auf höchstens 25 % des Ertrages verbesserte kaum die Lage der Bauern. Zahlreiche Großgrundbesitzer hielten sich nicht daran und die Abgaben mussten unabhängig von der tatsächlichen Ernte geleistet werden. In Jahren mit schlechter Ernte bedeutete das für viele Bauern eine Katastrophe. Ein weiterer Faktor, der zu Diệms Unpopularität beitrug, war die Abschaffung der dörflichen Selbstverwaltungsorgane. Durch dieses paternalistische System hatte die Bevölkerung Einfluss auf die kommunalen Belange und konnte beispielsweise über Deich- und Straßenarbeiten entscheiden. Diệm jedoch überführte die Aufgaben der Großgrundbesitzer in die Hände auswärtiger Regierungsbeamter. Diese stammten oftmals aus dem Norden und waren mit den lokalen Gegebenheiten nicht vertraut. Diese Maßnahmen untergruben das traditionelle Beziehungsgeflecht zwischen Landbesitzern und Bauern und führten zu einer rapide abnehmenden Identifikation mit der Landbevölkerung.
Die auf Grund der Denunziationskampagne, der Verfolgungen, der praktisch wirkungslosen Landreform und gewaltsamer Umsiedlungsaktionen entstehende Unzufriedenheit in der Bevölkerung, war der ideale Nährboden für einen Aufstand. Es sollte nur noch eine Frage der Zeit sein, wann und wo es zu den ersten bewaffneten Auseinandersetzungen kommen würde.

### Tây Ninh
Die vietnamesische Provinz Tây Ninh, die direkt an der kambodschanischen Grenze liegt, war 1959 noch weitgehend unter Kontrolle der Sàigòner Regierung. Das Hauptproblem der ARVN waren weniger die Rebellen, sondern vor allem kambodschanische Banden, die immer wieder die Grenze überschritten und örtliche Bauern ausraubten. Um die Einfälle der Banden und die Entstehung einer Rebellenbewegung zu unterbinden, besetzte das Hauptquartier des 32. Regiments und ein Bataillon der 21. Division der ARVN das verlassene französische Fort Tua Hai. Es lag etwa 5 km nördlich von Tây Ninh, der Hauptstadt der gleichnamigen Provinz und ca. 90 km nordwestlich von Sàigòn. Die alte Grenzfestung war rechteckig angelegt. Der Erdwall, der es umgab, war rund zweieinhalb Meter hoch, davor hatte man 4–5 m hohe Stacheldrahtverhaue angelegt. An jeder der vier Ecken des Forts befanden sich Maschinengewehrstellungen, entlang der Mauern gab es befestigte Bunker. Doch die Befestigungsanlagen waren teilweise schon verfallen, da man es nicht für notwendig gehalten hatte, sie wieder instand zu setzen. An einigen Stellen waren die Stacheldrahtverhaue bereits eingestürzt. Trotzdem war das Fort noch immer ein achtungsgebietender Vorposten der Regierung.

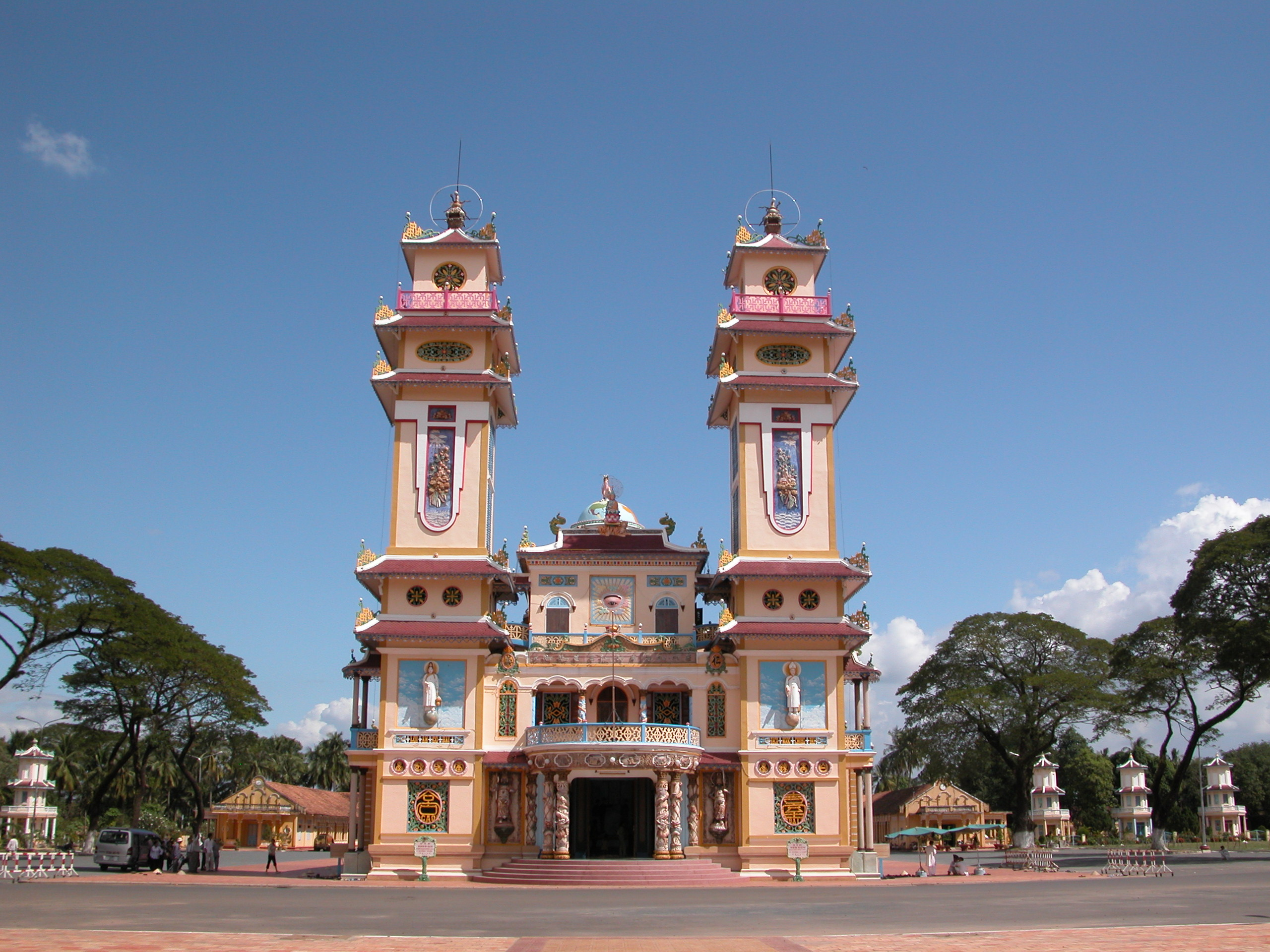
Tempel der Cao Dai in Tây Ninh

Doch auch in Tây Ninh wuchs die Unzufriedenheit der Bevölkerung. Oftmals durchstreiften Soldaten der ARVN die Dörfer und nahmen Bauern gefangen, die im Verdacht standen, mit den ehemaligen Việt Minh zu sympathisieren. Im Grunde ging es den Soldaten jedoch nur darum, möglichst hohe Gefangenenzahlen an ihren Provinzkommandeur weitergeben zu können. Denn je mehr Zahlen dieser nach Sàigòn melden konnte, desto zufriedener waren die Führer mit dem Kommandeur und den Soldaten. Doch die Terrorisierung der Bevölkerung nahm immer größere Ausmaße an.
Quyet Thang berichtete: "...Wir beschlossen, den Angriff kurz vor dem Mondneujahrsfest, Ende Februar 1960, zu starten. Die Terroraktionen des Gegners hatten in den vorangegangenen Wochen ihren Höhepunkt erreicht. Das in Tua Hai stationierte Regiment war gerade von einem Großeinsatz zurückgekehrt, in dessen Verlauf Hunderte von Bauern in Tây Ninh ermordet worden waren...Ihre größte Operation hatten sie Ende Januar begonnen. Das Ziel war nicht nur alle ehemaligen Mitglieder der Widerstandsbewegung aufzuspüren, sondern auch junge, kräftige Männer für die Armee auszuheben. Die jungen Leute flohen zu Tausenden in die Wälder. Die Truppen des Gegners plünderten daraufhin die Hütten, schleppten alle Nahrungsmittel und das lebende Inventar fort und nahmen auch die Geschenke für das Mondneujahrsfest mit...Die Bevölkerung wurde entnervt, demoralisiert, aber insgeheim kochte sie vor Wut...Es gab für uns nur zwei Wege: Entweder wir griffen zu den Waffen oder wir ließen uns wie Hühner abschlachten."
Noch ein weiterer Faktor kam den Widerstandskämpfern zugute. In der Provinz Tây Ninh befand sich das Hauptquartier der Cao Dai. Dabei handelte es sich um eine Sekte, die von dem französischen Kaufmann Van Trung gegründet wurde. In der gleichnamigen Provinzhauptstadt Tây Ninh baute der clevere Geschäftsmann dem allerhöchsten Wesen seiner Sekte eine Kirche. Er ernannte Christus, Buddha, Mohammed und Konfuzius zu Propheten seiner neuen Religion. Sie kämpfte im ersten Indochinakrieg mal für und mal gegen die Franzosen, je nachdem, wer ihr Stammesgebiet Tây Ninh kontrollierte. Die Cao Dai verfügten über eine gut ausgerüstete Armee von 20.000 Mann, die sich in allen Gefahren erbittert schlug und ihre Feinde mit besonderer Mordlust verfolgte. Ihr höchstes Wesen ‚Aa’ versprach seinen Gläubigen umso größere Seligkeiten nach dem Tod, je mehr Ungläubige sie zuvor ins Jenseits befördert hatten. Nach Ende des ersten Indochinakrieges versuchte die Sekte ihre Macht in den benachbarten Provinzen auszudehnen und verbündete sich mit dem südvietnamesischen Regierungschef Diệm. Nachdem dieser jedoch begann, die Cao Dai zu verfolgen, schlossen sie sich der Nationalen Front für die Befreiung Südvietnams (englisch: National Liberation Front (NLF), vietnamesisch Mặt Trận Giải Phóng Miền Nam Việt Nam) an und wurden Ende 1960 als ‚patriotische Kraft’ in die Nationale Befreiungsfront aufgenommen. Noch im Jahre 1959 schätzte man die Zahl der bewaffneten Cao Daiisten auf etwa 4.000.

### Die Rebellen
Schon im Juli 1959 kam es in Tây Ninh zu Angriffen einiger kleinerer Guerillagruppen. Diese ersten Überfälle waren oft mit äußerst primitiven Waffen durchgeführt worden. Oftmals kämpften die Aufständischen mit selbst gebauten Armbrüsten und Rohrbomben. Eine Kompanie der Rebellen, also 120 bis 140 Mann, hatte anfangs oft nicht mehr als zehn bis fünfzehn Gewehre und nur wenige hundert Schuss Munition. In der Provinz standen Ende 1959 etwa 1000 Guerillas unter Waffen.
Eine dieser Gruppen wurde von Quyet Thang angeführt, einem ehemaligen Việt Minh-Kämpfer der schon im Ersten Indochinakrieg niedere Kommandoposten besetzt hatte. Nach dem Ende des Krieges war er nach Tây Ninh zurückgekehrt und führte sein altes bäuerliches Leben weiter. Die Einheit unter seinem Kommando umfasste 260 Mann, die immerhin schon 170 Feuerwaffen hatten, etwa 100 Soldaten stellte die Cao Dai. Es ist falsch, bei diesen Soldaten von Viet Cong zu sprechen. Weder waren es Kommunisten, noch waren sie Mitglieder der Nationalen Befreiungsfront, die erst Ende 1960 gegründet wurde. Bei ihnen handelte es sich um alte Widerstandskämpfer, junge Leute, die vor den Rekrutierungsbanden geflohen waren, einige desertierte Soldaten der ARVN und Mitglieder der Cao Dai. Quyet Thang hatte schon seit zwei Jahren versucht, Guerillas auszubilden und zu schulen. Doch auf Grund der blutigen Säuberungsaktionen der ARVN war ihm das oft misslungen. Nun jedoch hatte er eine größere Gruppe Rebellen um sich geschart und hoffte mit ihnen das Fort überfallen und erobern zu können.

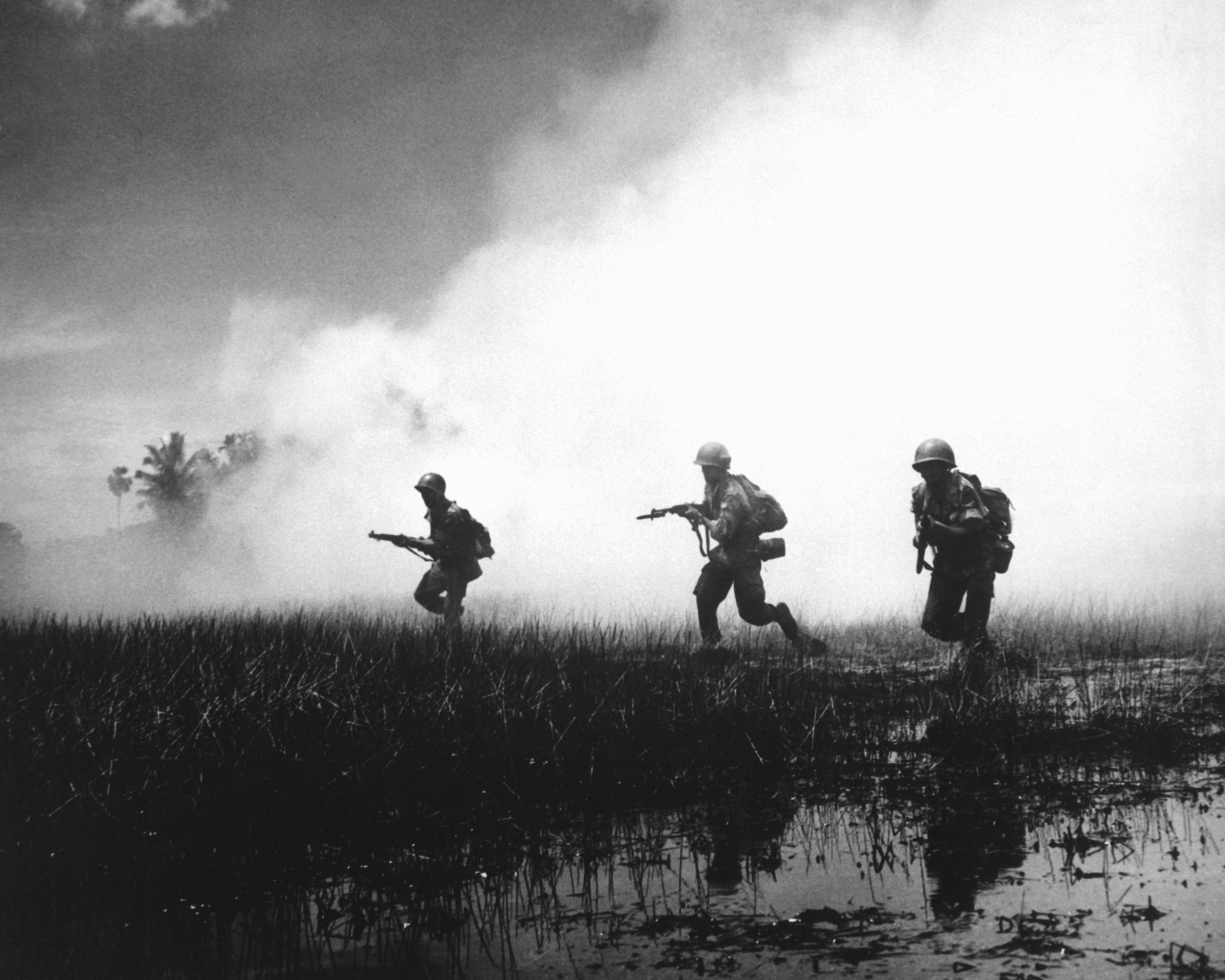
ARVN-Soldaten in Mekongdelta 1961

Tua Hai war aus mehreren Gründen bedeutsam für die Guerillas. Von dort aus konnten die Streitkräfte der ARVN die halbe Provinz kontrollieren. Außerdem wurde den Partisanen der Weg in die kambodschanischen Gebiete zwar nicht versperrt, zumindest jedoch erheblich erschwert. Schon damals war Kambodscha ein beliebtes Rückzugsgebiet für vietnamesische Widerstandskämpfer, die mit der Hilfe Prinz Sihanouks rechnen konnten. Dieser unterstützte jede Bewegung, die gegen das ihm verhasste Regime in Sàigòn kämpfte. Doch der wichtigste Grund für einen Überfall waren die in Tua Hai gelagerten Vorräte. Die Regierung hatte dort nämlich, in der Erwartung kommender Konflikte, große Versorgungslager mit Waffen und Munition angelegt, und nichts benötigten die Guerillas mehr als bessere Waffen. Quyet Thang hoffte, wenigstens 300 Gewehre mit der passenden Munition erbeuten zu können, um seine Einheiten damit auszurüsten.

## Kampf um das Fort

### Vorbereitungen
In der Festung selbst gab es zahlreiche Soldaten, die mit den Rebellen sympathisierten und wertvolle Informationen nach draußen trugen. Außerdem wurden einige Tage vor dem Angriff noch ein paar Gefangene gemacht, um weitere Informationen, wie z. B. Bewaffnung, Ausrüstung, Verteidigungspläne und ähnliches aus ihnen herauszupressen. In einigen weit entfernten Dörfern konnten die Männer noch etwa 500 Bauern als Träger anwerben. Repressalien gegen die örtliche Bevölkerung sollten vermieden werden. Sie sollten beim Abtransport der erbeuteten Waffen und der Verwundeten helfen und dem Feind eine ansehnliche Angriffsstreitmacht vorgaukeln. Zwei Tage vor dem Angriff wurden die sympathisierenden Soldaten von den Plänen informiert. Sie sollten außerdem Minen an die Befestigungsanlagen und den Schlafbaracken der Soldaten anbringen, die um Null Uhr explodieren sollten. Außerdem wollten sie Flugblätter verteilen, die mit "Die Selbstverteidigungskräfte des Volkes" unterzeichnet waren. Sie sollten dem Gegner erläutern, weshalb sie zu bewaffneten Aktionen übergingen.

### Die Schlacht
Einen Tag vor dem Überfall versammelte Quyet Thang seine Partisanen und ließ sie in kleinen Gruppen durch den Dschungel zum Fort marschieren. Am späten Nachmittag erreichten sie die Festungsmauern und gruben sich im Wald ein. Der Kommandant des Forts war vor dem bevorstehenden Angriff gewarnt worden, er funkte nach Tây Ninh, um Verstärkung anzufordern. Der Provinzkommandeur jedoch hielt die Festung für uneinnehmbar und weigerte sich, Truppen zu entsenden. Daher entschloss sich der Kommandeur dazu, einen Ausfall zu wagen, um dem Angriff zuvorzukommen. Um 23 Uhr rückte er mit einem Bataillon (400–500 Mann) aus, um die Rebellen zu suchen. Diese lagen zu dieser Zeit bereits gut versteckt nahe den Erdwällen von Tua Hai. Quyet Thang beobachtete die ausrückenden Truppen und wusste, dass sein Plan verraten worden war. Doch er entschloss sich dazu, seinen ursprünglichen Plan ohne große Veränderungen durchzuführen. Sein Befehlsstand lag etwa 200 m nördlich des Erdwalls. Auf der Verbindungsstraße nach Tây Ninh hatte er etwa 100 Mann zurückgelassen, die eventuelle Entsatztruppen abfangen sollten.
Um 1.45 Uhr in der Frühe explodierten schließlich die vorher platzierten Minen. Die Sendeanlagen, Mannschaftsbaracken und Munitionsdepots standen sofort in Flammen. Die Besatzung lief nach draußen und rannte direkt in das Gewehrfeuer der Angreifer. Kurz nach Beginn der Kämpfe konnte eine Gruppe der Rebellen in das Fort eindringen und ein Waffendepot aufbrechen. Sie ließen ihre alten Gewehre liegen und griffen sich die neuen Waffen. Danach gelang es ihnen, einige der Maschinengewehre und Bunker zu erobern. Die Regierungstruppen, die sich außerhalb des Forts befanden, wurden von ihren eigenen Stellungen aus beschossen. Doch beim Eindringen von Süden her hatten auch die Rebellen einige Verluste erlitten. Einem Trupp der Guerillas gelang es, einige Armeelastwagen zu besetzen. In großer Eile wurden Munitions- und Waffenkisten verladen, während ringsum immer noch erbittert gerungen wurde. Zehn Minuten später fuhren die ersten Lastwagen voll beladen aus dem Fort. Der Konvoi wurde jedoch von ARVN-Soldaten abgefangen und zurückerobert. Den Fahrern und einigen Verwundeten gelang die Flucht in den Dschungel. Ein Lastwagen konnte noch rechtzeitig umgeleitet werden und fuhr zu dem Lager nördlich des Walls.
In Tua Hai waren bereits die Trägermannschaften eingedrungen und räumten die intakt gebliebenen Lager aus. Dort fanden sie wesentlich mehr Waffen als angenommen. Quyet Thang berichtete darüber: „In dem Depot Nummer 1 gab es so viele Waffen, darunter in noch nicht geöffneten Kisten ganz neue, dass es unmöglich war, sie alle fort zu schaffen. Manche Waffen sahen wir überhaupt zum ersten Mal, zum Beispiel rückstoßfreie Geschütze vom Kaliber 5,7. Ich wusste nichts über ihre Einsatzmöglichkeiten, entschied aber, 5 mitzunehmen. Sie erwiesen sich später als sehr wirksam gegen feindliche Panzer vom Typ M 113 und Blockhäuser.“ Nach einer Weile ergaben sich die verbliebenen Regierungssoldaten den Rebellen, deren Stärke sie in der Nacht weit überschätzt hatten und denen weiter Widerstand zu leisten man für sinnlos hielt. Mehr als 400 ARVN-Soldaten wurden gefangen genommen. Sie wurden mit Munitions- und Waffenkisten beladen und aus dem Fort getrieben. Nach ein und einer dreiviertel Stunde war die Schlacht zu Ende, die Rebellen zogen sich wieder zu ihren Sammelstellen zurück. Quyet Thang war derweil von der Falle der Ausfalltruppen und dem Verlust der Fahrzeuge informiert worden, er befahl das Fort so schnell wie möglich zu räumen. In der Dunkelheit der Nacht umging er den Hinterhalt und stieß, etwa 15 km von Tua Hai entfernt, zu seinen Männern. Einige der Gefangenen schlossen sich den Guerillas freiwillig an, die anderen wurden auf halber Strecke zurückgeschickt. Den eingeschüchterten Soldaten wurde erklärt, dass sie beim nächsten Angriff nicht so glimpflich davon kommen würden, sondern mit schweren Strafen zu rechnen hätten.

### Folgen

Entwicklung in Indochina von 1960 bis 1963

Die Anzahl der getöteten und verwundeten Soldaten auf beiden Seiten ist weitgehend unbekannt. Im Grunde gibt es nur drei widersprüchliche Quellen. Kuno Knöbl war selbst in Vietnam als Journalist tätig, ihm berichteten Kämpfer der NLF, dass nur 11 Angreifer getötet und mehr als 20 verwundet wurden. "100 Soldaten der Marionettenregierung" waren angeblich bei der Verteidigung des Forts gefallen und mehr als 200 wurden verwundet. Er selbst sagte: "Wieweit diese Verlustangaben stimmen, ist nicht mehr festzustellen, wahrscheinlich wurden sie auf der einen Seite unter- und auf der anderen Seite übertrieben." Wilfred Burchett wurde berichtet, dass der Feind etwa 400 Tote und Verwundete zu beklagen hatte. Ronald Spector berichtete wiederum, dass weniger als 70 ARVN-Soldaten verwundet oder getötet wurden. Diese Angaben sind jedoch höchstwahrscheinlich zu niedrig.
Im Allgemeinen dürften die Verluste auf beiden Seiten eher gering gewesen sein, der militärische Effekt war unbedeutend. Doch wie viele Menschen auch in der Schlacht gefallen sein mögen, vom psychologischen Standpunkt aus gesehen war sie ein großer Erfolg für die Partisanen. Denn in Sàigòn reagierte man auf die Schlacht um Tua Hai mit Hysterie. Zuerst wurde der Angriff als das Werk aufständischer Cao Daiisten dargestellt, dann beschuldigten sie kambodschanische Banden. Schließlich gestanden die Führer in Sàigòn dann doch ein, dass ehemalige Việt Minh-Soldaten den Angriff durchgeführt hatten. Eine groß angelegte Propagandakampagne wurde begonnen. Lautsprecherwagen rollten durch die Provinz und berichteten von dem Angriff und den angeblichen Grausamkeiten der Widerstandskämpfer. Damit sollte die Bevölkerung in Angst und Schrecken vor den Partisanen versetzt werden. Meistens hatte es jedoch nur die gegenteilige Wirkung. Die Menschen nahmen die blutige Niederlage der verhassten Regierung mit Schadenfreude zur Kenntnis. In einigen Dörfern, wo auf Plakaten von den Gräueltaten der Rebellen die Rede war, applaudierte die Bevölkerung und ergriff offen Partei für die Aufständischen. Oftmals wurden die Bauern erst durch die Regierungspropaganda auf das Vorhandensein einer Widerstandsbewegung aufmerksam gemacht. Zahlreiche Menschen suchten erst jetzt Kontakt mit den Guerillas, von deren Existenz sie vorher nur wenig gewusst hatten.
Auf die Moral der in Tây Ninh stationierten ARVN-Truppen hatte der Überfall fatale Auswirkungen. Noch im selben Monat desertierten mehr als 200 Soldaten aus dem Fort Tua Hai, eine weitere Infanteriekompanie in Tây Ninh lief geschlossen zu den Guerillas über. Das Bataillon Quyet Thangs erhielt rasch großen Zulauf und verfügte schon zwei Monate später über 350 gut ausgerüstete Soldaten, deren Moral der der Regierungssoldaten weit überlegen war. Quyet Thang selbst wurde für seinen Mut belohnt und bald danach zum Regimentskommandeur der regulären Verbände der NLF befördert. In den nächsten Monaten formierten sich einige andere Guerillagruppen und schon kurz darauf standen in Tây Ninh 1500 Partisanen unter Waffen. Bis zum Ende des Krieges 15 Jahre später sollte die Regierung nie wieder eine effektive Verwaltung in Tây Ninh ausüben können.
Die von Quyet Thangs Gruppe eroberte Beute war größer als erwartet. Nach Angaben der NLF wurden in Tua Hai mehr als 1000 Gewehre, 5 rückstoßfreie Waffen, 40 Maschinengewehre einschließlich Ersatzteilen und über 100.000 Schuss Munition erbeutet. Nachdem sich die Guerillas damit neu ausgerüstet hatten, wurden die überzähligen Gewehre in geheimen Dschungelverstecken deponiert und durch Träger in andere Provinzen gebracht. So konnten andere Guerillagruppen damit ausgerüstet werden, die alten Waffen wurden den Bauern in die Hände gedrückt. Nun sah sich Sàigòn nicht nur in Tây Ninh, sondern auch in anderen Provinzen größeren Partisaneneinheiten gegenübergestellt. Überfälle wie jener in Tua Hai wiederholten sich im gesamten Land. Sie galten stets Regierungsstützpunkten, vorgeschobenen Garnisonen, Außenposten, Munitions- und Waffendepots. Die Vertreter des Regimes, Polizisten, Agenten, Lehrer, Funktionäre, Großgrundbesitzer, Beamte, Distrikt- und Provinzchefs wurden entführt, vertrieben, erpresst und gelegentlich auch umgebracht. So wie im Westen des Landes, revoltierte auch bald die Bevölkerung im Hochland und im Mekong-Delta. Die Agenten der Việt Minh ernteten nun endlich die Früchte ihrer jahrelangen Propagandaarbeit. Ein ganz neues Kapitel des Vietnamkrieges wurde damit aufgeschlagen.